# 熱戀100天
《熱戀100天》（英語：100 Days of Love II），是奇妙電視和驕陽電影共同製作的電視劇集。本劇於2017年10月19日至同年11月1日，在星期一至星期五，晚上八時三十分至九時三十分，於奇妙電視中文台（現稱「香港開電視」）播映。全劇共10集，是《100天Best Before》系列的單元之一。本劇由林耀聲、李靖筠、麥子樂、唐貝詩領銜主演，並由陳健朗、黃溢濠、伍詠詩、吳智杰聯合主演。由於本劇的大部分演員為新人，《閃婚100天》比本劇更早播映。

## 故事大綱
張家正，一個不講夢想，愛做便做，只管燃燒熱情的創意媒體系畢業生。剛畢業卻仍在大學校園「屈蛇」（非法合住宿舍），是名自由工作者。他對愛情的態度跟做事一樣，認為感覺來了便愛，失去熱情就作罷。蔡少娟，一個做事認真，對生活有很多小執著的能源及環境學大學生，十分重視環保，是名素食者。她對愛情的態度和對地球一樣，認為一切美好的事物，都要靠自己盡心盡力去守護。二人相戀，是因為偷食。住同一幢宿舍的家正帶飢餓的少娟到各個雪櫃偷吃快過期的食物，然後談心－這是他們相識的第 1 天。這對小情侶自此經歷一段甜蜜浪漫的熱戀時光：兩人趁宿友回家渡過靦覥的同居週末，但隨著日子一天一天過去，熱戀降溫，衝突浮現，兩人關係載浮載沉...少娟想要努力維繫；家正卻原來由一開始已對這段情抱著「熱戀冷掉就分手」的心態...他們相遇第 1 天在雪櫃裡找到了一包保鮮期為 100 天的食物，他們的戀情又能否在 100 天保鮮期過後仍歷久常新？還是會被扔在廚餘回收箱中等待循環再用的下一個熱戀週期？

## 演員表

### 主要角色
| 演員   | 角色        | 暱稱／關係                                                                             | 出場集數 |
| 林耀聲 | 張家正      | 創意媒體系畢業生、自由工作者 畢業後在新程宿舍「屈蛇」，是新程宿舍的「老鬼」 蔡少娟男友 | 第1集起  |
| 李靖筠 | 蔡少娟      | 能源及環境學系大學生 第一年因宿分不夠而無法入宿 新程宿舍新生 張家正女友 阿東暗戀對象   | 第1集起  |
| 麥子樂 | 李威宗      | 中醫師 經交友程式認識Stephanie Stephanie男友 Jeffrey情敵                               | 第1集起  |
| 唐貝詩 | Stephanie   | 文學系大學生 經交友程式認識李威宗 李威宗女友 Jeffrey中學同學兼前女友                   | 第1集起  |
| 黃溢濠 | Jeffrey     | 法律系大學生 Stephanie中學同學兼前男友                                                 | 第1集起  |
| 陳健朗 | 李進樂/Eric | 能源及環境學系大學生 目標讀時裝設計 畢業後俢讀法國IFF時裝設計學院                      | 第1集起  |
| 伍詠詩 | 黃嘉祺      | 電影系大學生 畢業後打算伴隨Eric到法國工作假期 Eric女友                                 | 第1集起  |
|        | 阿東        | 新程宿舍宿生會主席 曾暗戀蔡少娟                                                        | 第1集起  |

### 其他演員
| 演員   | 角色         | 暱稱／關係                   | 出場集數 |
| 黃灝峰 | 八叔         | 新程宿舍管理員               | 第1集起  |
| 陳鵬振 | 李委員       |                              |          |
| 黃修平 | 熱浪潮評審   |                              |          |
| 鄭子宏 | 熱浪潮評審   |                              |          |
| 鄺俊宇 | 議員         |                              |          |
| 鄺芷凡 | BoBo         |                              |          |
| 樊沛咖 | Leticia      |                              |          |
| 何式凝 | Professor Lo | 新力大學教授 教授愛情通識101 | 第2集    |
| 伍倩彤 | 阿白         |                              |          |
| 周楠傑 | 新婚夫       |                              |          |
| 林瑞熙 | Randon       |                              |          |
| 林漢銘 | 呀輝         |                              |          |
| 葉冬泳 | 推銷員       |                              |          |
| 楊傳輝 | 服務員       |                              |          |
| 何進輝 | 同學         |                              |          |
| 翁主光 | 同學         |                              |          |
| 蘇加軒 | 同學         |                              |          |
| 羅柏濤 | 同學         |                              |          |
| 鄧子緯 | 同學         |                              |          |

## 每集列表
| 集數 | 標題                                  | 播出日期       | 備註   |
| ---- | ------------------------------------- | -------------- | ------ |
| 01   | 這個世界到底有沒有一見鍾情？          | 2017年10月19日 |        |
| 02   | 戀愛是兩個人的事 還是眾人的事         | 2017年10月20日 |        |
| 03   | 熱戀中的情侶 都是最懂得偽裝自己的動物 | 2017年10月23日 |        |
| 04   | 接受到自己的情侶不只得一個伴侶嗎？    | 2017年10月24日 |        |
| 05   | 金錢 vs 愛情 如何平衡？               | 2017年10月25日 |        |
| 06   | 愛一個人就要為對方改變                | 2017年10月26日 |        |
| 07   | 誰先道歉誰就愛？（上）                | 2017年10月27日 |        |
| 08   | 誰先道歉誰就愛？（下）                | 2017年10月30日 |        |
| 09   | 有新戀情便能忘記舊愛嗎？              | 2017年10月31日 |        |
| 10   | 熱戀之後是甚麼？                      | 2017年11月1日  | 大結局 |

## 製作團隊
| - 監製：翁秀蘭 - 導演：水月 - 執行監製：沈慧敏 - 副導演：林瑞熙、羅柏濤 - 編劇：曾憲寧、何其美、李駿碩、李童 - 策劃：陳文釗 - 統籌：何進軒、張群芳 - 製作助理：李鍵誼、翁主光、朱芷彤 - 場記：鄧子緯 - 攝影指導：王子浩 - 攝影：關銘輝 - 攝影助理：陳皓賢 - 燈光指導：甄子建 - 燈光助理：李日光 - 美術指導：趙芷莛 - 助理美術：許詠斯、鍾禧雯、梁潔瑩、謝銘晟 | - 服裝指導：王惠詩 - 造型指導：粱淑潤 - 助理服裝：周綺霆、李羿誼、吳天納 - 化妝：劉詠彤 - 髮型：鄧浩賢 - 劇務：崔俊偉 - 場務：陳俊成、霍文軒、區國賢、車俊豪、袁展華 - 剪接：何進軒 - 助理剪接：翁主光 - 數據處理員DIT：甄浩賢 - 原創音樂：黎允文 - 攝製：驕陽電影有限公司 |

## 外部連結
- YouTube上的鄒文正 - 100°戀愛（《熱戀100天》主題曲MV）－奇妙電視官方上載版本
- 林耀聲、李靖筠重拾校園戀愛時光　麥子樂不介意激情戲　唐貝詩追男仔要有勝數
- 翁秀蘭以年輕班底　打造活力清新愛情劇　李靖筠被浪漫劇情感動　唐貝詩演娘娘收兵無難度
- 豆瓣电影上《熱戀100天》的資料 （简体中文）

## 作品的變遷
| 香港 奇妙77台 星期一至五 20:30－21:30      | 香港 奇妙77台 星期一至五 20:30－21:30        | 香港 奇妙77台 星期一至五 20:30－21:30 |
| ------------------------------------------ | -------------------------------------------- | ------------------------------------- |
|                                            | 熱戀100天 （2017年10月19日－2017年11月1日）  |                                       |
| 明天和你 （2017年9月18日－2017年10月18日） | 舉重妖精金福珠 （2017年11月2日－2017年12月） |                                       |